# もう一度 (アルバム)
『もう一度』（もういちど）は、藤田麻衣子の4枚目のスタジオ・アルバム。2011年6月1日にMW RECORDSから発売された。

## 概要
前作『二度目の恋』から約7か月ぶりとなるアルバム。初回限定盤にはPlayStation 3用ゲームソフト「緋色の欠片 愛蔵版 ～あかねいろの追憶～」プロモーションビデオ ＆ ニンテンドーDS用ゲームソフト「真・翡翠の雫 緋色の欠片2 DS」ゲームソフト・プロモーションビデオ を収録したDVDが付属。

## 収録曲
全曲作詞・作曲：藤田麻衣子
1. 瞬間
5thシングル「瞬間」のタイトル曲。PlayStation 3用ゲームソフト『緋色の欠片』エンディングテーマ。
2. 駆け引き
3. デート前夜戦
4. 蛍
5thシングル「瞬間」のカップリング。PlayStation 3用ゲームソフト『緋色の欠片』オープニングテーマ。
5. 安らげる場所
5thシングル「瞬間」のカップリング。ニンテンドーDS用ゲームソフト『真・翡翠の雫 緋色の欠片2 DS』エンディングテーマ。
6. Telephone Power
7. 月曜日、謎のスイッチ
8. もう一度
9. 一つ言葉にすれば
10. Flower & Butterfly
11. さよならがあるから